# 1992년 사라예보 반전 시위
1992년 사라예보 반전 시위는 1992년 4월 5일 보스니아 헤르체고비나 공화국 전역에서 일어난 사건에 대응하기 위해 모든 민족의 10만명이 모여 사라예보에서 연 평화 집회이다. 이 시위에서 사라예보 중심가인 홀리데이 인에 잠복해 있던 세르비아 민주당(SDS) 소속 저격수가 군중에게 총기를 난사해 6명이 사망하고 수십 명이 부상을 입었다. 시위 행진 맨 앞줄에는 수아다 딜베로비치와 크로아트인 민족의 올가 수치치가 있었는데 총격을 맞고 가장 먼저 사망했다. 나중에 수치치와 딜베로비치가 사망한 다리는 사망자를 기리기 위해 이름이 바뀌었다. 이후 SDS 저격수 6명이 체포되었으나 세르비아 준군사조직이 경찰학교를 점령한 후 전날 체포된 조직원을 보내지 않으면 경찰학교장을 살해하겠다고 위협하자 결국 교환되어 풀러났다.

## 의회 건물 습격 사건
시위 당시 시민들은 의사당 건물로 몰려가 이른바 '인민의회'(Narodni parliament)를 수립하고 모든 사람들에게 사라예보 포위 문제를 해결하기 위해 앞으로 해야 할 일에 대해 2분간 연설할 수 있는 기회를 주었다. 많은 유명 사라예보인들이 의회 본회의장 전역에서 연설했다. 당시 보스니아 헤르체고비나 공화국의 대통령이었던 알리야 이제트베고비치도 등장해 자신은 대통령이 아닌 시민이라고 소개해 큰 환호와 박수를 받았다. 이제트베고비치는 1992년 5월 "주권 국가인 보스니아 헤르체고비나를 위해 평화를 희생하겠다"고 말했으나 이제트베고비치의 연설은 사람들에게 큰 환영을 받았다. 또한 내무부 특수부대인 특수경찰부대 "보스나" 사령관인 드라간 비키치가 "세르비아의 침략에 맞서 무장해야 한다"고 주장할 때 분위기는 최고조에 달했다.

## 유산
보스니아 전쟁의 첫 사망자가 누구이냐에 대해 보슈냐크인, 크로아트인, 세르브인 사이에 논쟁이 있다. 보슈냐크인과 크로아트인은 이 시위에서 사망한 딜베로비치와 수치치 2명을 첫 사망자로 간주한다. 하지만 세르브계는 1992년 3월 1일 사라예보의 구시가지인 바슈차르시야에서 국민투표 둘째 날 열린 세르브계의 결혼식 행렬에서 발생한 공격 사건의 사망자인 신랑 아버지 니콜라 가르도비치를 전쟁 첫 사망자로 간주한다.

## 같이 보기
- 1991년~1992년 베오그라드 반전 시위
- 평화를 위한 유텔 콘서트